# Inhibidores de la proteasa
En farmacología, los inhibidores de la proteasa o antiproteasas, son un grupo de medicamentos antivíricos que actúan como inhibidores de las proteasas (enzimas que ayudan a la ruptura de las proteínas). Muchas antiproteasas de origen natural son proteínas. 
Inhiben las proteasas que utilizan los virus para la ruptura de polipéptidos, dando lugar por lo tanto a viriones alterados que no son infecciosos, evitando de esta forma la multiplicación del virus. Se emplean en el tratamiento de la infección por el virus de la inmunodeficiencia humana y el virus de la hepatitis C.

## Medicamentos

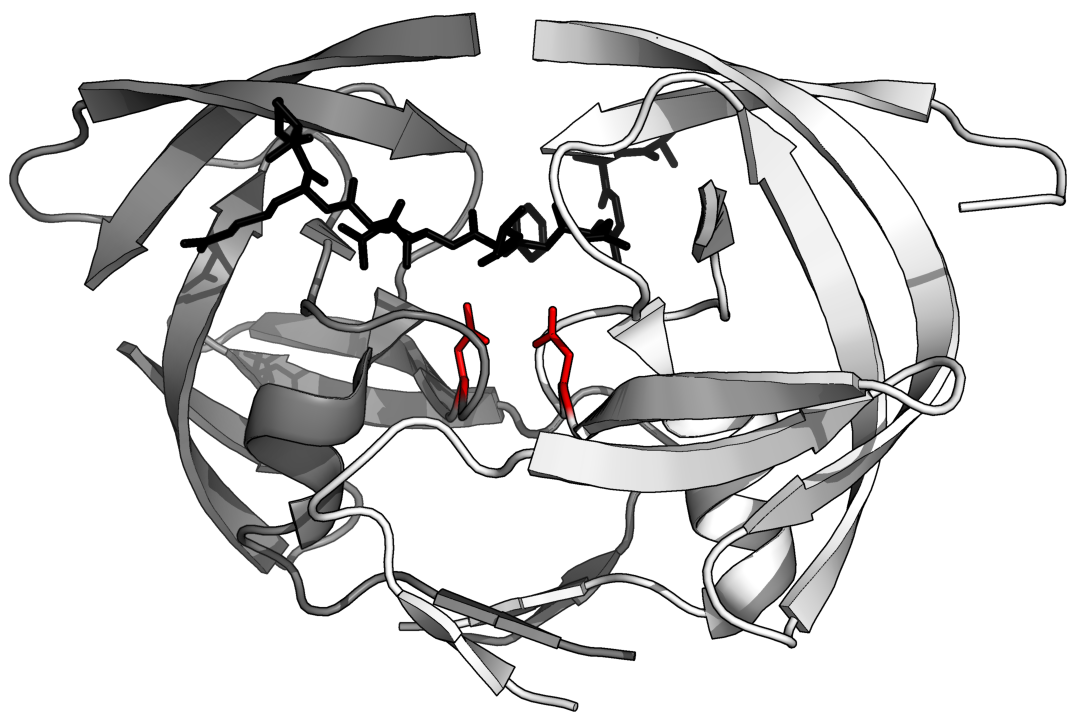
Proteasa aspartica 1 viral. Es una de las proteasas que utiliza el VIH.

- Virus de la inmunodeficiencia humana.
  - amprenavir
  - atazanavir
  - darunavir
  - fosamprenavir
  - indinavir
  - lopinavir
  - nelfinavir
  - ritonavir
  - saquinavir
  - tipranavir
- Hepatitis C
  - asunaprevir
  - boceprevir
  - grazoprevir
  - paritaprevir
  - simeprevir
  - telaprevir